# Multiplexació
|  | Aquest article tracta sobre telecomunicacions. Si cerqueu sobre un dispositiu selector de senyals, vegeu «multiplexor i demultiplexor». |

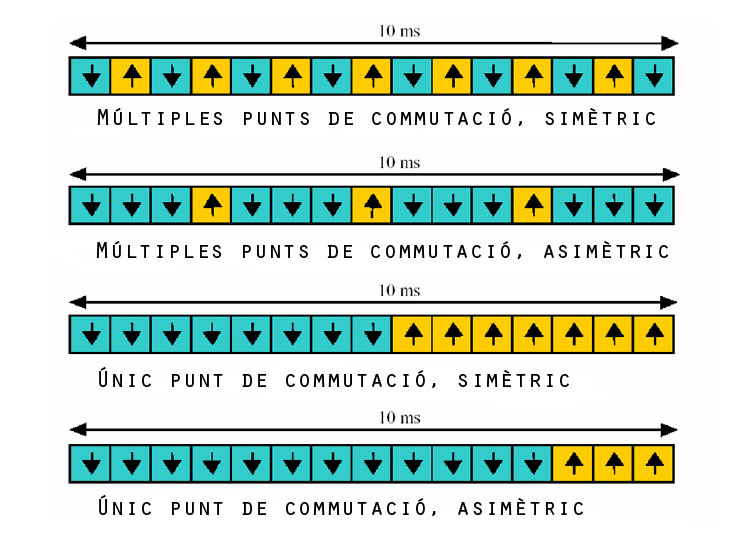
Gràfic de Sistema de multiplexació

En telecomunicacions la multiplexació (de l'anglès, multiplexing) és la combinació de dos o més canals d'informació en un sol medi de transmissió fent servir un dispositiu anomenat multiplexor. El procés invers es coneix com a demultiplexació. Hi ha moltes formes de multiplexació segons el sistema de comunicació, les més emprades són la multiplexació per divisió en temps o TDMA (Time division multiple access), la multiplexació per divisió en freqüència o FDMA (Frequency-division multiple access) i la multiplexació per divisió en codi o CDMA (Code division multiple access). En informàtica, la multiplexació es refereix al mateix concepte si es tracta de busos que s'hagin de compartir entre diversos dispositius (discos, memòria, etc.). Un altre tipus de multiplexació en informàtica és la de la CPU, en la que a un procés li és assignat un quantum de temps durant el qual pot executar les seves instruccions abans de cedir el lloc a un altre procés que estigui esperant en la cua de processos. També en informàtica, s'anomena multiplexar a combinar en un mateix arxiu contenidor, diverses pistes de dos arxius, com per exemple àudio i vídeo.

## Multiplexació en els protocols de la capa de transport en el Model OSI
Multiplexar un paquet de dades, significa prendre les dades de la capa d'aplicació, etiquetar-les amb un nombre de port (TCP o UDP) que identifica a l'aplicació emissora, i enviar aquest paquet a la capa de xarxa.

## Tipus de multiplexació

Multiplexió per divisió de temps (TDM, Time Division Multiplexing)

Quan s'utilitza múltiples tipus de bits i es varien els fluxos de bits digitals es poden transferir de manera eficient per un sol canal d'ampla de banda fix per mitjà de la multiplexació estadística. Aquesta és una multiplexació per divisió de temps.
fluxos de bits digitals es poden transferir a través d'un canal analògic per mitjà de tècniques de multiplexat per divisió de codi com ara l'espectre de salt de freqüència ampli (FHSS) i d'espectre eixamplat de seqüència directa (DSSS).
En les comunicacions sense fils, la multiplexació es pot realitzar també a través de l'alternança de polarització (horitzontal / vertical o dreta / esquerra) en cada canal i per satèl·lit adjacent, o mitjançant xarxa en fase de múltiples antenes combinada amb una comunicació múltiple de sortida d'esquema de múltiples entrades (MIMO).
- Multiplexació per divisió espacial
- Multiplexació per divisió de freqüència
- multiplexació per divisió de temps

## Àrees d'aplicació

### Telègraf elèctric
La tecnologia de comunicació més antiga que utilitza cables elèctrics i que fa ús de la multiplexació, va ser el telègraf elèctric. Els seus primers usos van permetre enviar dos missatges per separat en dues direccions oposades, utilitzant una bateria elèctrica en ambdós extrems, i posteriorment, en un sol extre.
Émile Baudot va desenvolupar un sistema de temps de multiplexació a través de les màquines Hughes en la dècada dels 70. Thomas Edison va transmetre dos missatges simultàniament en cada direcció a través del telègraf quàdruplex al 1874, que permetia enviar quatre missatges transitant pel mateix cablejat al mateix temps.

### Telefonia
La línia de telèfon acaba en el quadre remot, on es concentra i es multiplexa juntament amb altres línies telefòniques d'una altra àrea similar. El senyal multiplexat s'envia cap a l'oficina central de commutació en un nombre significativament menor de cables.
La fibra FITL és un mètode comú de muliplexació que utilitza la fibra òptica com la columna vertebral. Connecta les línies telefòniques POTS amb la resta de la PSTN, reemplaça la DSL mitjançant la connexió directa per Ethernet per calbe a la llar.
La televisió per cable ha tingut durant molt temps els canals de televisió en multiplexació, al final del s. XX la televisió va començar a oferir els mateixos serveis que les línies telefònquies.

### Video processadors i arxiu multimèdia
En l'edició de vídeo i sistemes de processament quan es refereix a multiplexació fa referència al procés d'entrellaçat d'àudio i vídeo en un flux de dades unificat.
En vídeo digitial, aquest tipus de transport depèn del format contenidor que pot incloure metadades i altra informació com a subtítol.
Els fluxos d'àudio i vídeo poden tenir una velocitat de bits variable.

### Transmissió digital
La televisió i la ràdio digitals, permeten enviar diversos fluxos de dades de bits variables que es multiplexen junts per mitjà de la multiplexió estadística. Això fa que sigui possible transferir diversos canals de vídeo i àudio al mateix temps en el mateix canal de freqüència, alhora que amb altres serveis.
Els sistemes de televisió digital pot fer possible que amb un sol canal de televisió convencional tingui d'uns 6 a 8 canals de televisió de tot el MHZ. El dispositiu que porta a terme s'anomena multiplexor estadístic. Els nous sistemes DVB, DVB-S2 i DV-T2 tenen la capacitat de transportar diversos canals de televisió d'alta definició en un sol múltiplex.

### Transmissió analògica
Pel que fa a la radiodifusió FM i altres mitjans de comunicació analògiques la multiplexació és el procés d'addició de senyals subportadores abans que el transmissor, on es produeix la modulació. Multiplexació en referència a la transmissió analògica és el que es coneix com a MPX o FM estereofònica durant la dècada del 60.

## Altres àmbits

### Genòmica
En la seqüenciació massiva de nucleòtids es parla de multiplexació quan es poden analitzar diferents mostres en una mateixa execució, o més específicament, utilitzant més d'una biblioteca en un únic carril de seqüenciació. Cada mostra es pot distingir mitjançant un bocí d'ADN, anomenat codi de barres o índex, que s'adjunta a cada una de les biblioteques usades. Això permet abaratir costos, però cal llavors l'ús d'un programari de demultiplexació per a poder distingir a quina mostra correspon cada fragment de lectura que s'obté.